# Finsk-permiska språk

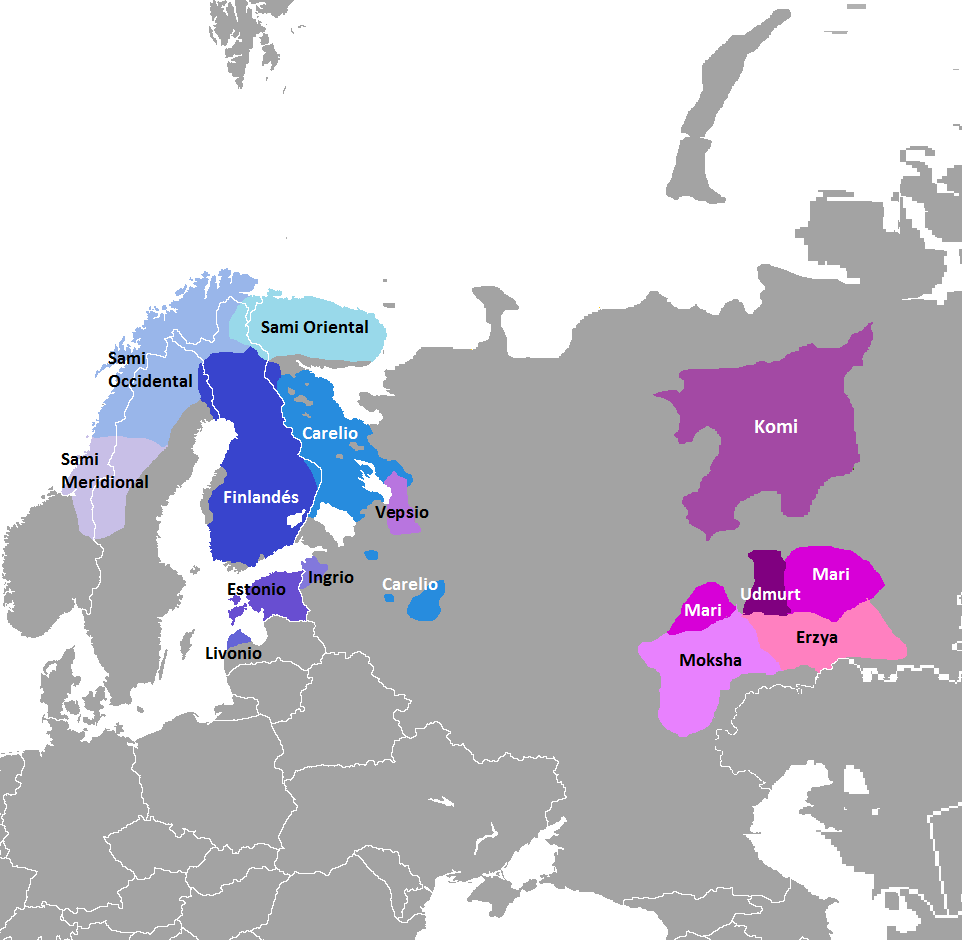
Finsk-permiska språken.

De finsk-permiska språken är en föreslagen uppdelning av de uraliska språken som omfattar de baltiska-finska språken, samiska språken, mordviniska språken, mari språket, permermål och sannolikt ett antal utdöda språk. I den traditionella taxonomin hos de uraliska språken uppskattas finsk-permiska ha splittrat sig från finsk-ugriska runt 3 000–2 500 f.Kr. och förgrenats till permiska språk och finsk-volgaiska språk runt år 2 000 f.Kr. Idag ifrågasätts gruppens giltighet som en taxonomisk enhet.
Termen finska språk har ofta använts för att beteckna alla de finsk-permiska språken. Detta är baserat på att man tidigare trodde att permiska språk var mycket närmare relaterade till östersjöfinska än till ugriska språk.